# San Juan de la Encinilla (kommun)
San Juan de la Encinilla är en kommun i Spanien.   Den ligger i provinsen Provincia de Ávila och regionen Kastilien och Leon, i den centrala delen av landet, 100 km väster om huvudstaden Madrid. Antalet invånare är 103.